# Mazurka tragica
Mazurka tragica (Mazurka) è un film del 1935, di Willi Forst, con Pola Negri.

## Trama
La giovane Lise, alla stazione, saluta la madre che si sta assentando per un paio di giorni, e la stessa sera è coinvolta in un rapporto amoroso coll’affermato musicista Grigorij Michailow. I due si recano ad uno spettacolo di varietà, durante il quale Vera, la cantante, appena li nota assieme in atteggiamento intimo, è sconvolta al punto di perdere i sensi. Tuttavia, prima che i due, su insistenza del musicista, lascino il locale, li raggiunge ed uccide Michailov con due colpi di pistola.
Al susseguente processo, al quale Lisa è convocata come testimone, Vera accetta di parlare e discolparsi solo a patto che si sia fatta sgombrare l’aula dal pubblico (nel quale siede la madre di Lisa), poiché, sotto il pretesto che si tratti di argomenti contrari alla pubblica morale, è decisa a non rendere noti a Lisa i precedenti rapporti fra se stessa, in passato nota cantante lirica, (che ha abbandonato la carriera per il matrimonio, dal quale è nata una figlia), e Grigorij Michailow.
La corte accondiscende a questa udienza a porte chiuse, e Vera riesce in extremis a non rendere note le proprie motivazioni: il giudice, nel pronunciare la condanna (con attenuanti), riferisce che l’omicidio è stato compiuto, nell’intento di Vera, solo per proteggere la giovane Lise dal dannoso influsso di Michailow. 
Lise, dopo il verdetto, si avvicina a Vera per ringraziarla. “Non c’è bisogno di ringraziarmi!” (didascalia), risponde Vera. Il motivo di questa risposta si capisce nella visione del film.